# Systèmes régionaux d'innovation

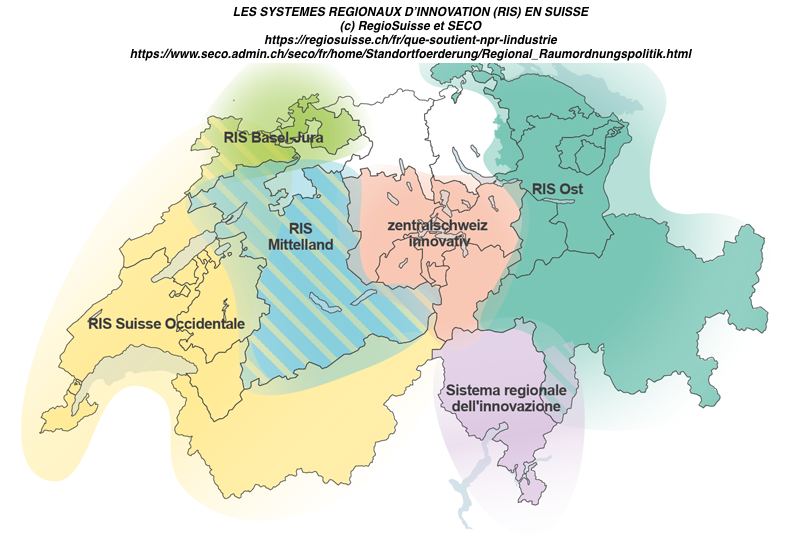
(c) SECO (c) regiosuisse https://regiosuisse.ch/fr/que-soutient-npr-lindustrie

Les systèmes régionaux d'innovation (SRI) « se réfèrent à des espaces économiques fonctionnels – en règle générale supracantonaux et même transfrontaliers dans certains cas – où collaborent en réseaux les acteurs importants pour les processus d’innovation, à savoir: entreprises, établissements de formation et de recherche ainsi que les pouvoirs publics ».
L'OCDE s'intéresse à cette thématique à un niveau international dans le cadre des activités du Comité des politiques de développement régional (RDPC). Des revues par les pairs fournissent des évaluations analytiques et des conseils politiques pour les régions. Elles étudient la performance du système d’innovation régionale, l’adéquation des portefeuilles de politiques aux besoins de la région et l’utilisation stratégique des ressources dans le contexte global, national, régional et local. Pour les pays : les revues étudient l’efficacité des politiques dans différents domaines (le développement régional, la science et technologie, la politique d’entreprise, l’enseignement supérieur) pour le soutien aux systèmes d’innovation des différents types de régions au sein du pays.
La Suisse possède 6 RIS qu'elle soutient dans le cadre de la Nouvelle Politique Régionale (NPR) (voir image).